# Badia Pavese
Badia Pavese é uma comuna italiana da região da Lombardia, província de Pavia, com cerca de 393 habitantes. Estende-se por uma área de 5 km², tendo uma densidade populacional de 79 hab/km². Faz fronteira com Chignolo Po, Monticelli Pavese, Pieve Porto Morone, Santa Cristina e Bissone.

## Demografia
| Variação demográfica do município entre 1861 e 2011                               |
|                                                                                   |
| Fonte: Istituto Nazionale di Statistica (ISTAT) - Elaboração gráfica da Wikipedia |